# Campo del Mercantil
El campo del Mercantil fue el campo de fútbol en el que el Sevilla Fútbol Club jugó como local entre 1913 y 1918.
El campo del Mercantil estaba situado en unos terrenos que el municipio de Sevilla poseía en el prado de San Sebastián, el lugar donde se celebraba entonces la Feria de Abril. El presidente del equipo, José María Miró Trepats, consiguió que el ayuntamiento aprobase la creación de un campo de fútbol en los terrenos citados. Este campo fue el primero con medidas reglamentarias que hubo en Sevilla y debe su nombre a la caseta de feria del Círculo Mercantil e Industrial, en cuya parte trasera se encontraba el campo. La relación con el Círculo era muy estrecha, compartiendo muchos directivos, por lo que la junta directiva de aquel autorizó el uso de la caseta como vestuario de los jugadores sevillistas. A cambio de ello, los socios del Círculo podían utilizar la grada que se había erigido junto al terreno de juego.
Aunque el terreno de juego estaba delimitado por un alambre, el campo no estaba cercado, por lo que cualquiera podía asistir a los encuentros. Había también una pequeña grada erigida junto al terreno de juego, que era exclusiva para los directivos del Sevilla FC y los socios del Mercantil. Otro aspecto reseñable era el carácter no permanente del campo. El prado de San Sebastián era el lugar en el que se ubicaba la Feria de Abril, por lo que durante la celebración de la misma el campo debía ser desmantelado.
La inauguración del campo tuvo lugar el 1 de enero de 1913, con un partido entre dos equipos del Sevilla FC. Aquel día, el presidente sevillista pronunció una frase que ha pasado a formar parte de la historia de la entidad:
“Vosotros representáis la alegría, la salud, la fuerza y la robustez; en las reuniones que celebramos no se habla de política, en el seno de nuestra sociedad de sport caben por igual el pobre y el rico, hasta nuestra afición es reflejo de nuestra Sociedad de sport, pues en nuestro campo se codean personas de todas las clases sociales y se os debe enaltecer, porque tenéis como norma la disciplina, por ideal la victoria, la fortaleza es nuestra aspiración y la admiración de los demás nuestro premio”.
Sin embargo, la entidad sevillista jugó allí únicamente cinco años. Durante la temporada 1917/18 se hizo evidente que el campo del Mercantil no era capaz de albergar la creciente afluencia de público y que la imposibilidad de ampliarlo hacía necesario buscar un nuevo emplazamiento. Se encontró en la Avda. de la Reina Victoria (actual de la Palmera) en unos terrenos de la marquesa de Esquivel, la cual los alquiló al Sevilla FC. Allí se construyó el que sería conocido como campo de la Reina Victoria. La inauguración del nuevo estadio tuvo lugar el 21 de octubre de 1918 con un partido entre el Sevilla F. C. y el Unión Sporting Club de Madrid.